# Knob Point (Ross-Insel)
Der Knob Point (englisch für Knaufspitze) ist eine rundliche Landspitze der antarktischen Ross-Insel. Sie liegt 2,5 km westlich des Castle Rock an der Westküste der Hut-Point-Halbinsel.
Das Advisory Committee on Antarctic Names nahm 1968 die deskriptive Benennung der Landspitze auf Vorschlag des Biologen Gerald L. Kooyman vor, der von 1963 bis 1964 und von 1964 bis 1965 in diesem Gebiet die Physiologie der Tauchgänge von Weddellrobben untersucht hatte und sich bei der Namensgebung auf den Gebrauch durch frühere Wissenschaftler berief.